# Baba Vida

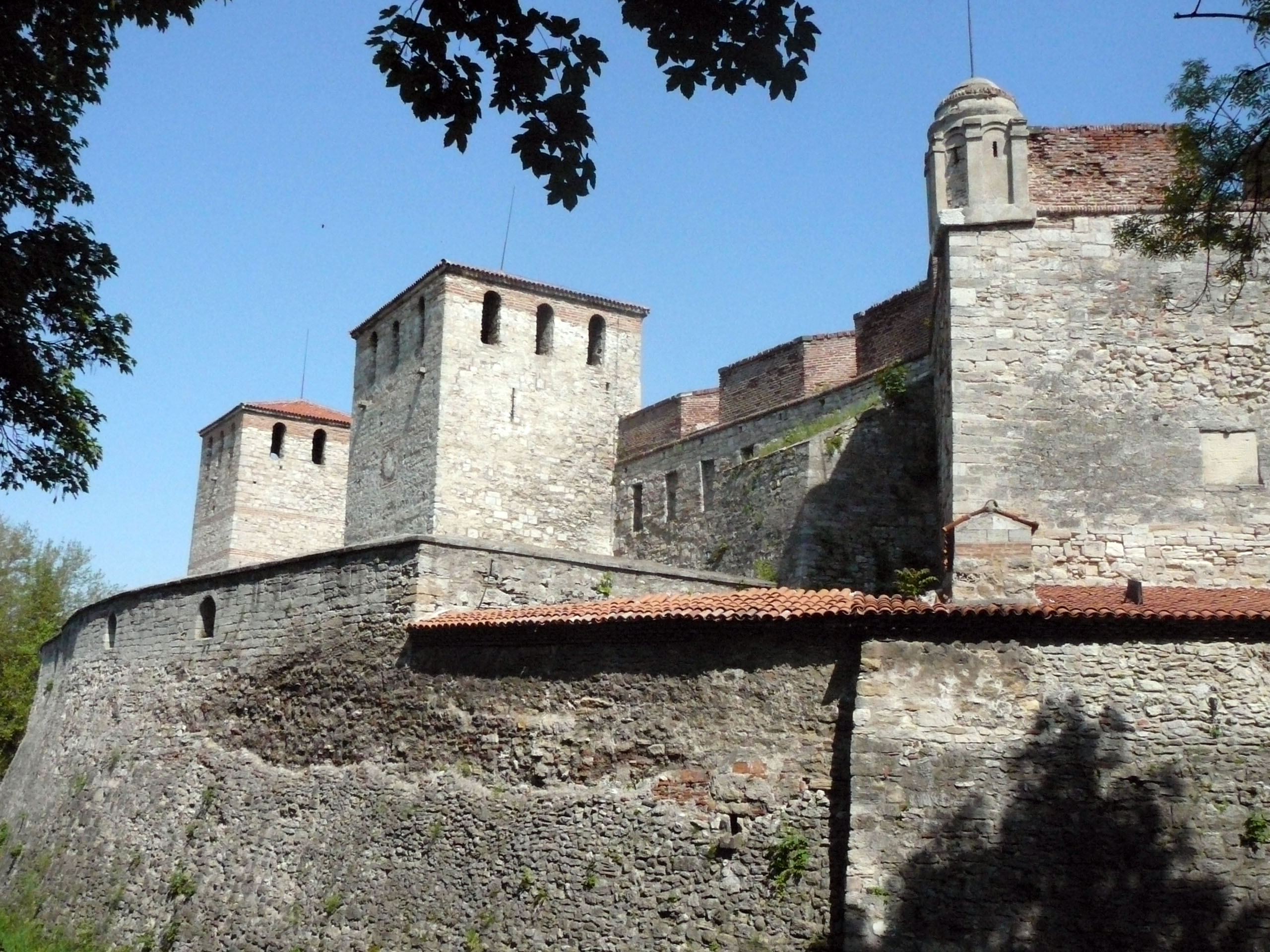
Baba Vida.

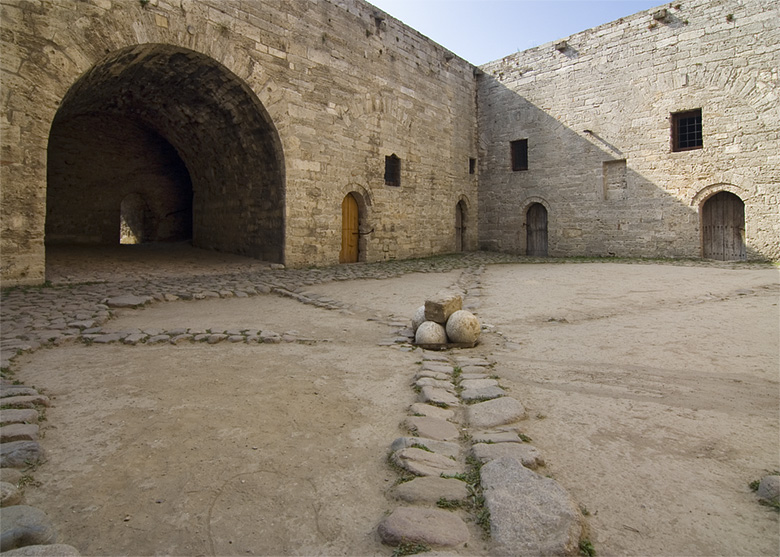
Al interior de la fortaleza.

Baba Vida (en búlgaro: Баба Вида) es una fortaleza medieval en Vidin en la parte noroeste de Bulgaria siendo el principal atractivo turístico del área. Consiste de dos paredes fundamentales y cuatro torres, se considera como el único castillo medieval en buen estado de preservación del país.
La construcción de la fortaleza comenzó en el siglo X en un lugar donde estaba emplazada una torre de vigiliancia romana. La fortaleza Baba Vida está atada a una leyenda, de acuerdo a ésta, un rey búlgaro que gobernaba en Vidin tuvo tres hijas: Vida, Kula y Gamza. Antes de morir, dividió su reino entre las tres. Vida, la mayor, recibió Vidin y las tierras al norte de los Cárpatos, a Kula se le dio Zaječar y el Valle Timok, Gamza gobernó las tierras al oeste de Moravia. Aunque Gamza y Kula se esposaron con nobles alcohólicos y violentos, Vida permaneció soltera y construyó la fortaleza en su ciudad. El nombre del castillo significa "Abuela Vida", aunque también se le conoce como Babini Vidini kuli (en búlgaro: Бабини Видини кули), que significa "Las Torres de la Abuela Vida".
Baba vida sirvió como la principal instalación defensiva de Vidin durante la Edad Media y actuó como la fortaleza más importante del noroeste de Bulgaria. Baba Vida soportó un asedio bizantino que se prolongó ocho meses llevado a cabo por las fuerzas de Basilio II, pero fue destruida y erigida de nuevo durante el mandato de Iván Sracimir, el cual la usó como su capital. Entre 1365 y 1369, la fortaleza estuvo en manos húngaras. Vidin fue repentinamente atacada por las fuerzas de Luis I de Hungría, pero le tomó meses conquistar Baba Vida. En 1369, Iván Sracimir pudo retomar el control sobre su capital, aunque tuvo que someterse a la monarquía húngara. 
En 1388, los otomanos invadieron los terrenos de Sracimir y lo forzaron a volverse su vasallo. En 1396, se unió a la cruzada antiotomana dirigida por el rey de Hungría, Segismundo, poniendo sus recursos a disposición de los cruzados. La cruzada terminó en la desastrosa batalla de Nicópolis en Nikópol, Bulgaria, con los otomanos capturando la mayor parte de los dominios de Sracimir poco después, en 1397.
La fortaleza tuvo un papel significativo durante el Gobierno otomano de Bulgaria, sirviendo como arsenal y prisión. No se volvió a usar con fines defensivos desde el final del siglo XVIII.
Hoy, Baba Vida es una fortaleza-museo, donde los descubrimientos y otros datos sobre su historia son guardados. Por su calidad de popular atracción turística, la fortaleza fue restaurada a su aspecto original. Es uno de los E  100 sitios turísticos nacionales.

## Galería

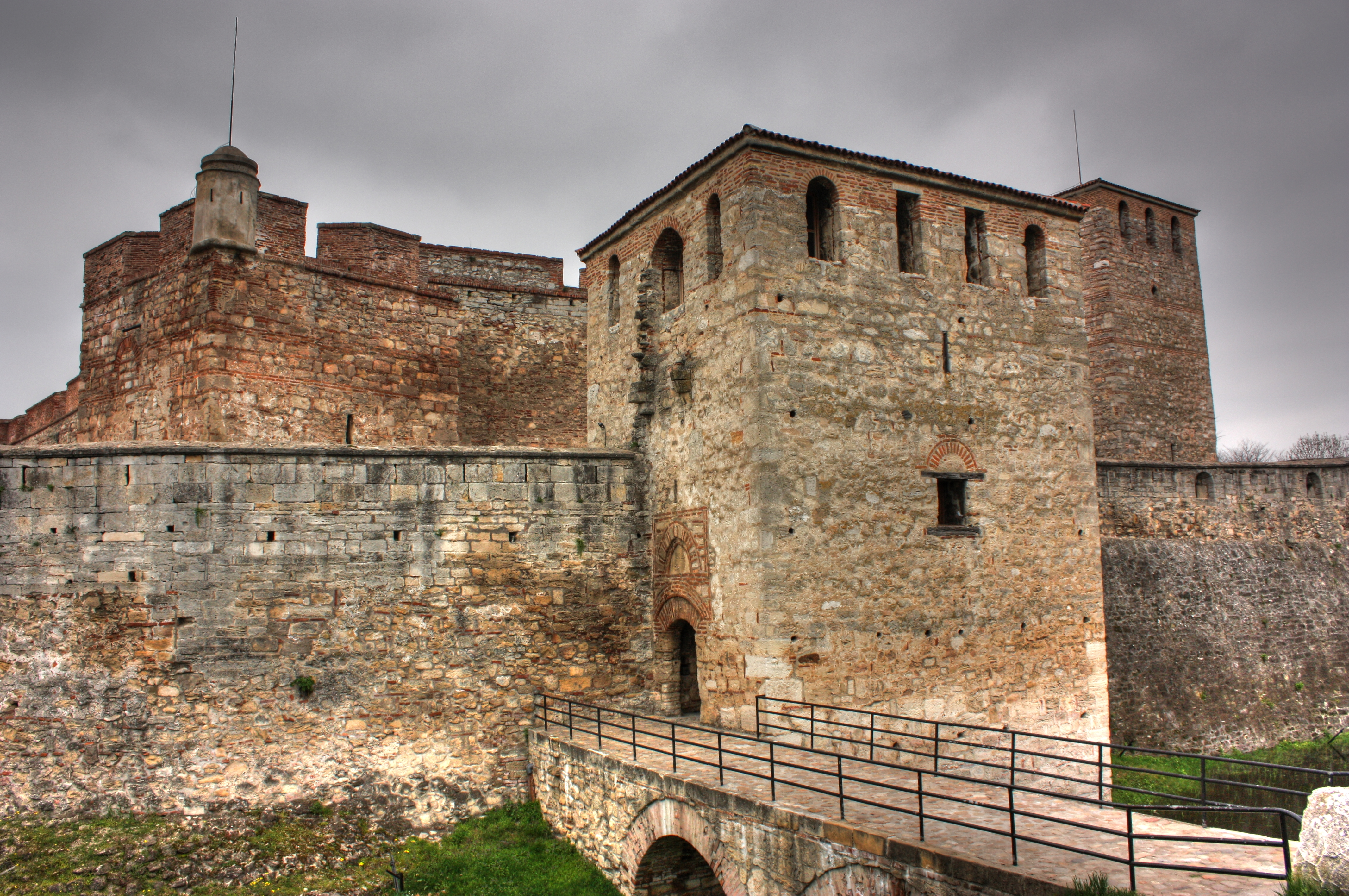
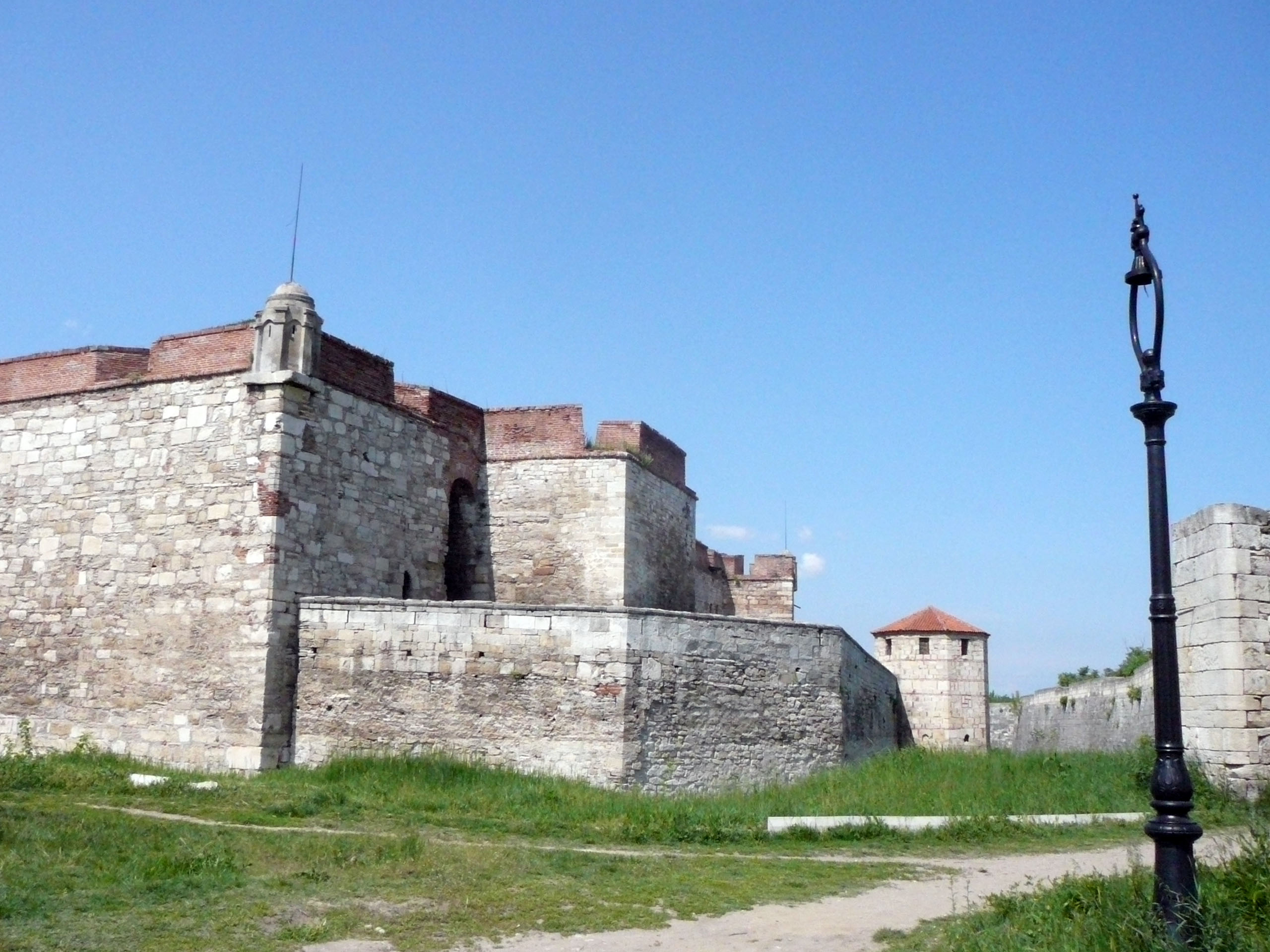
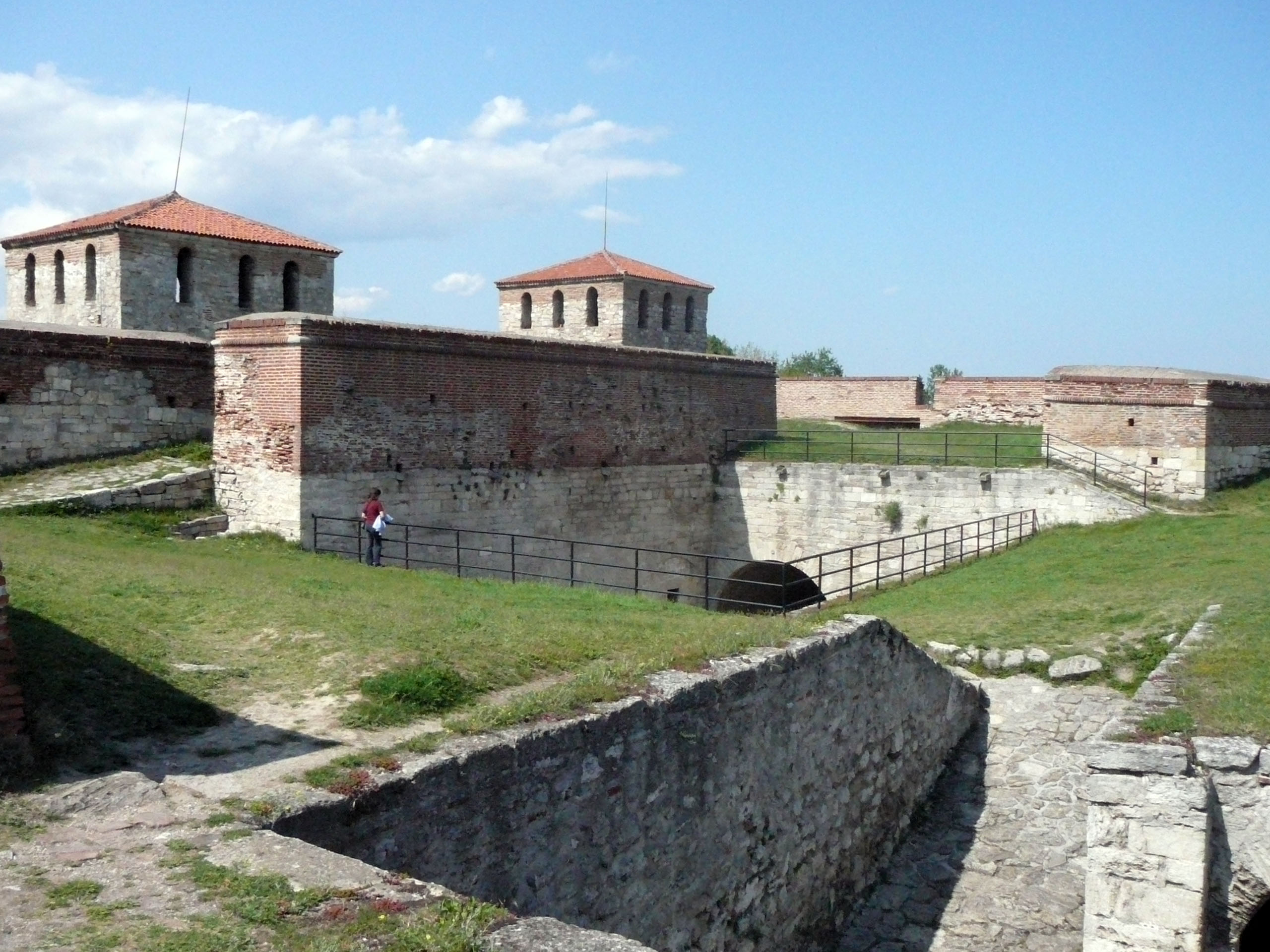
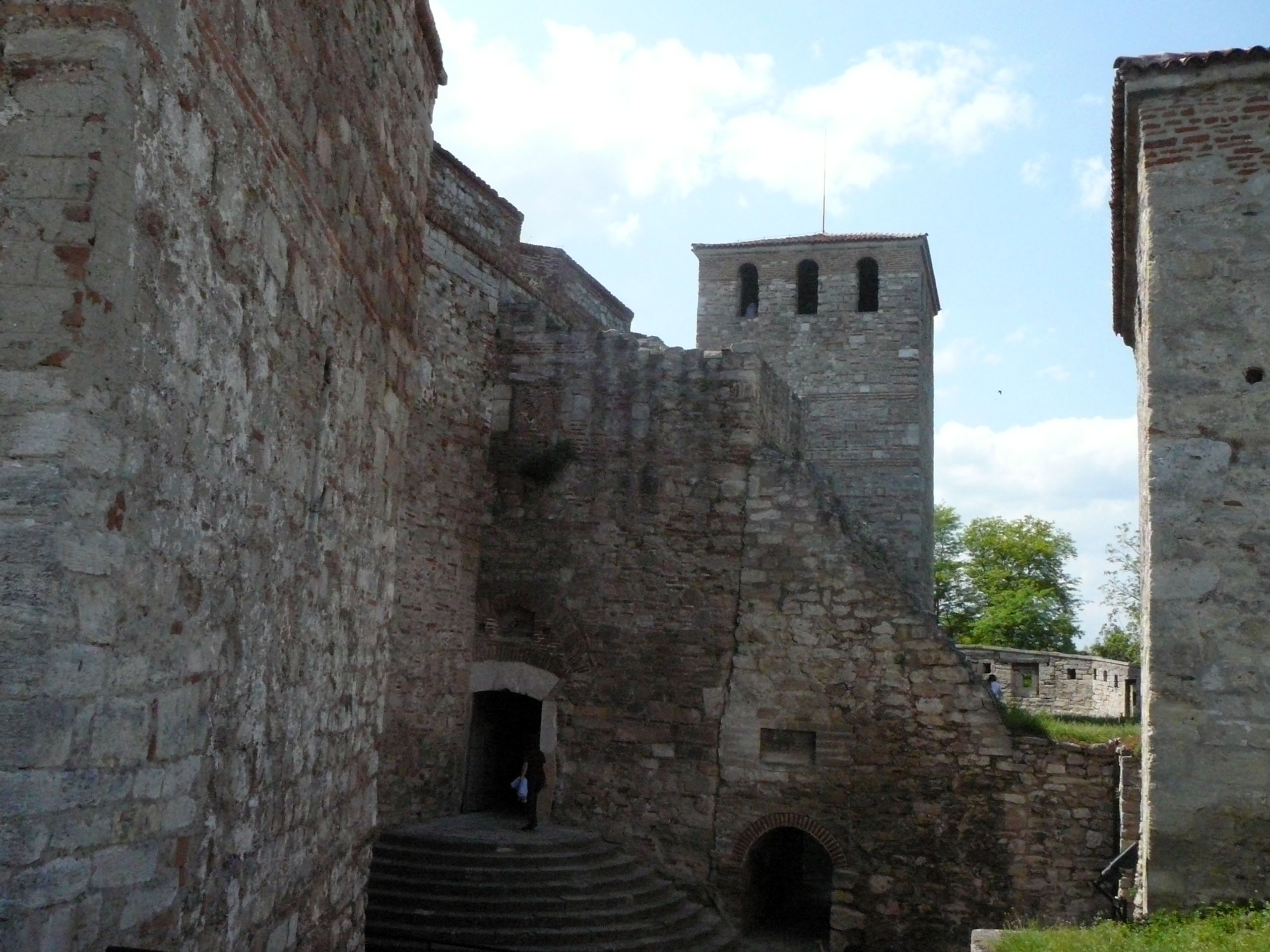
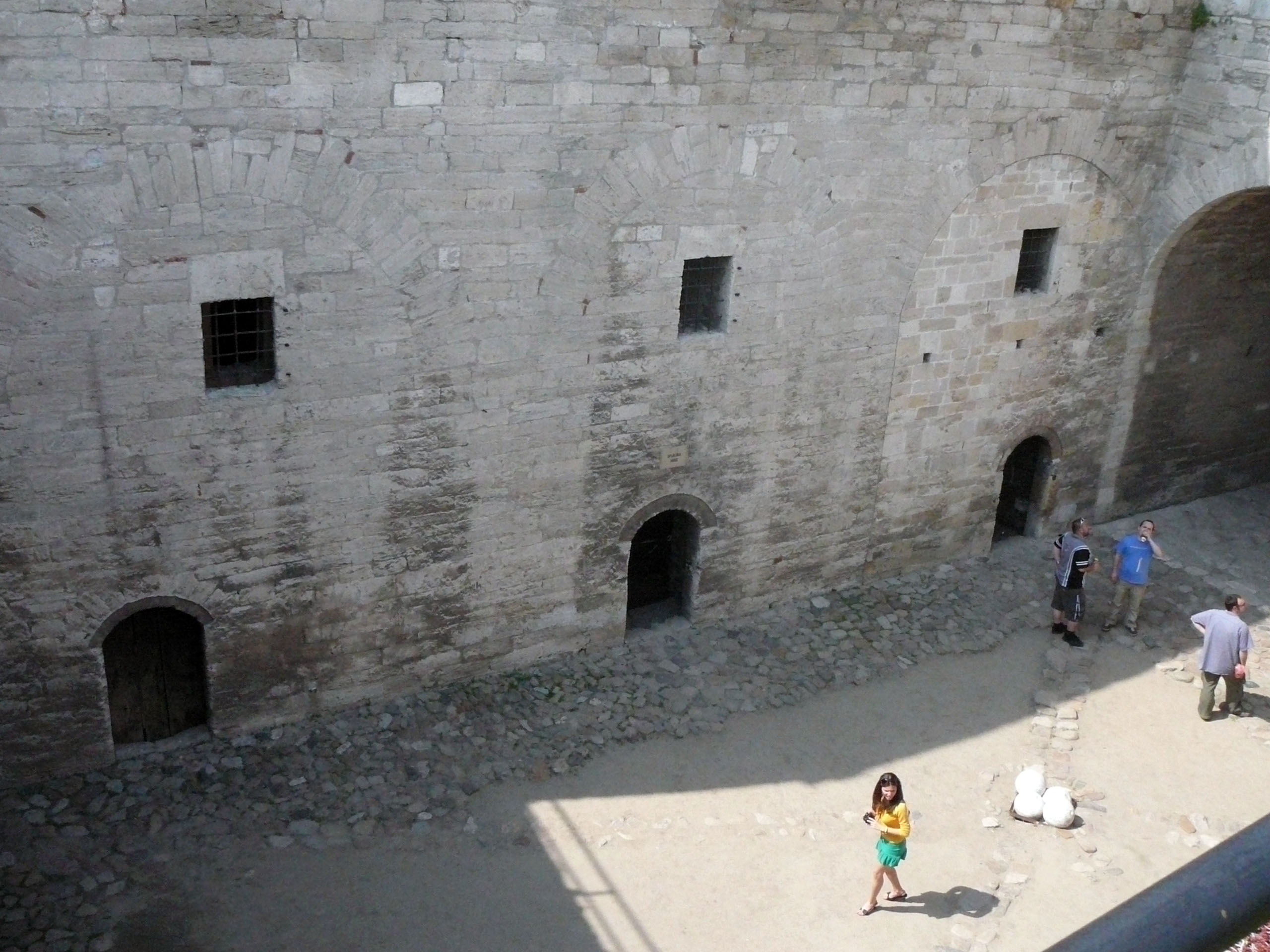
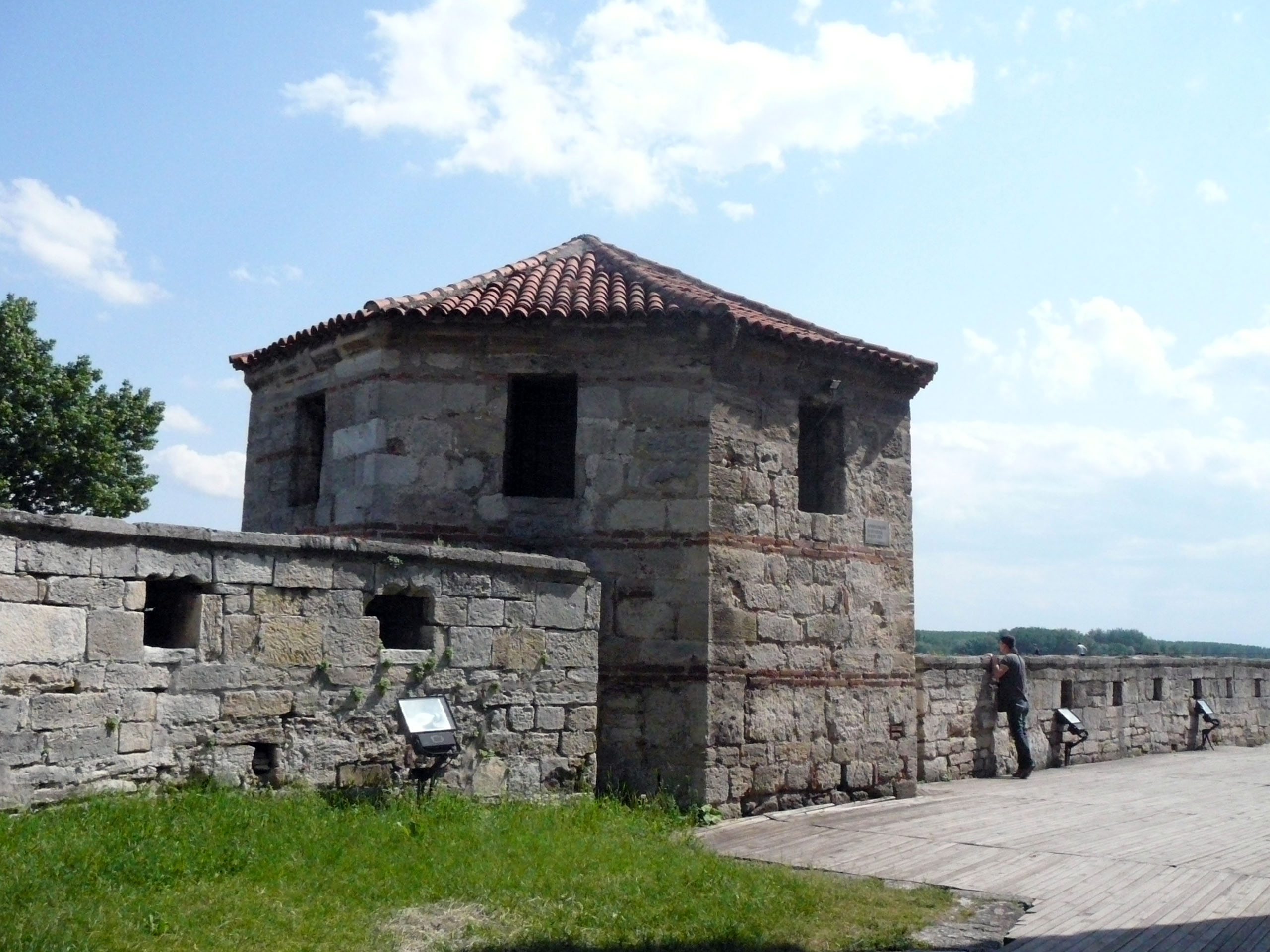
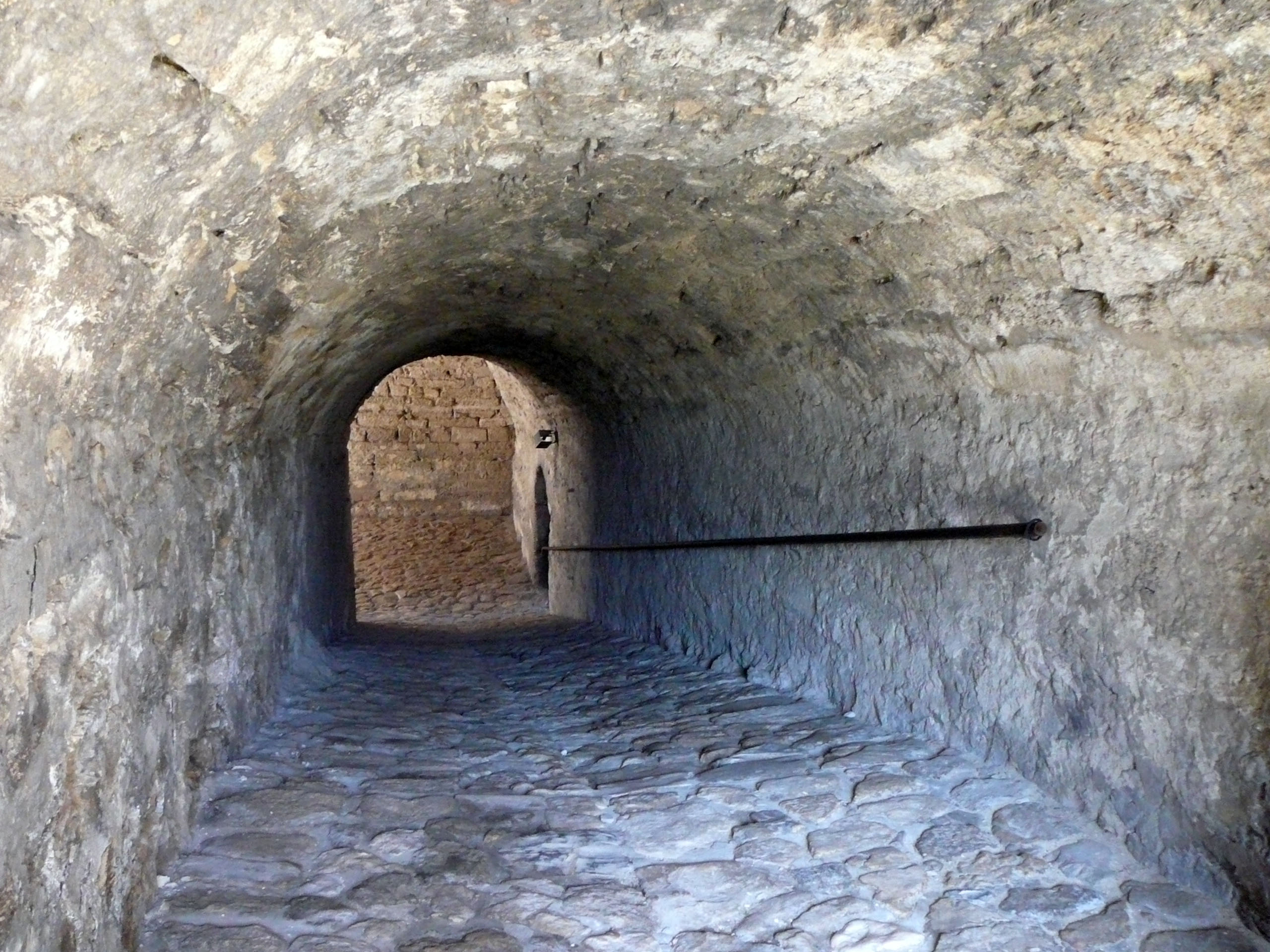
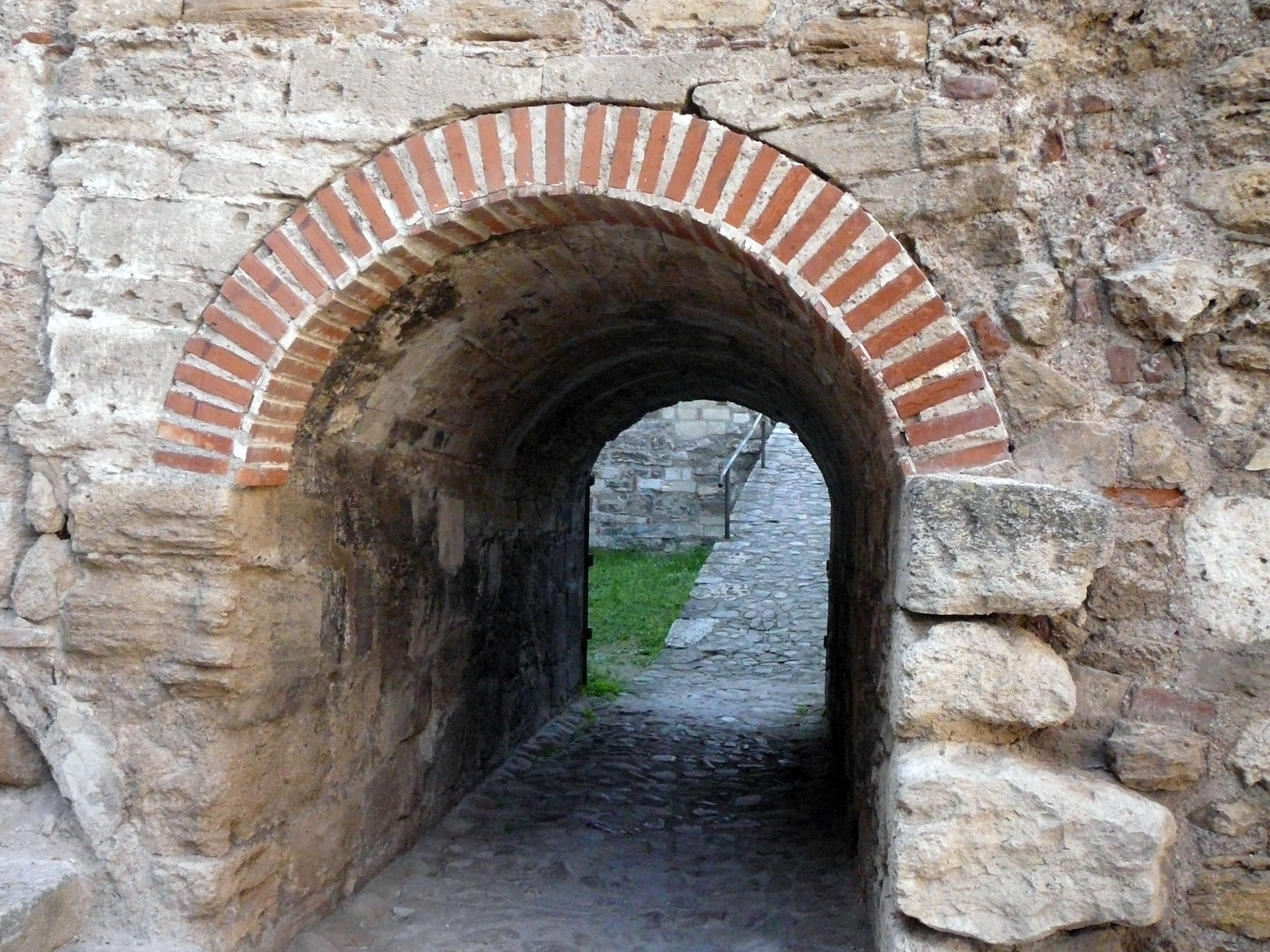
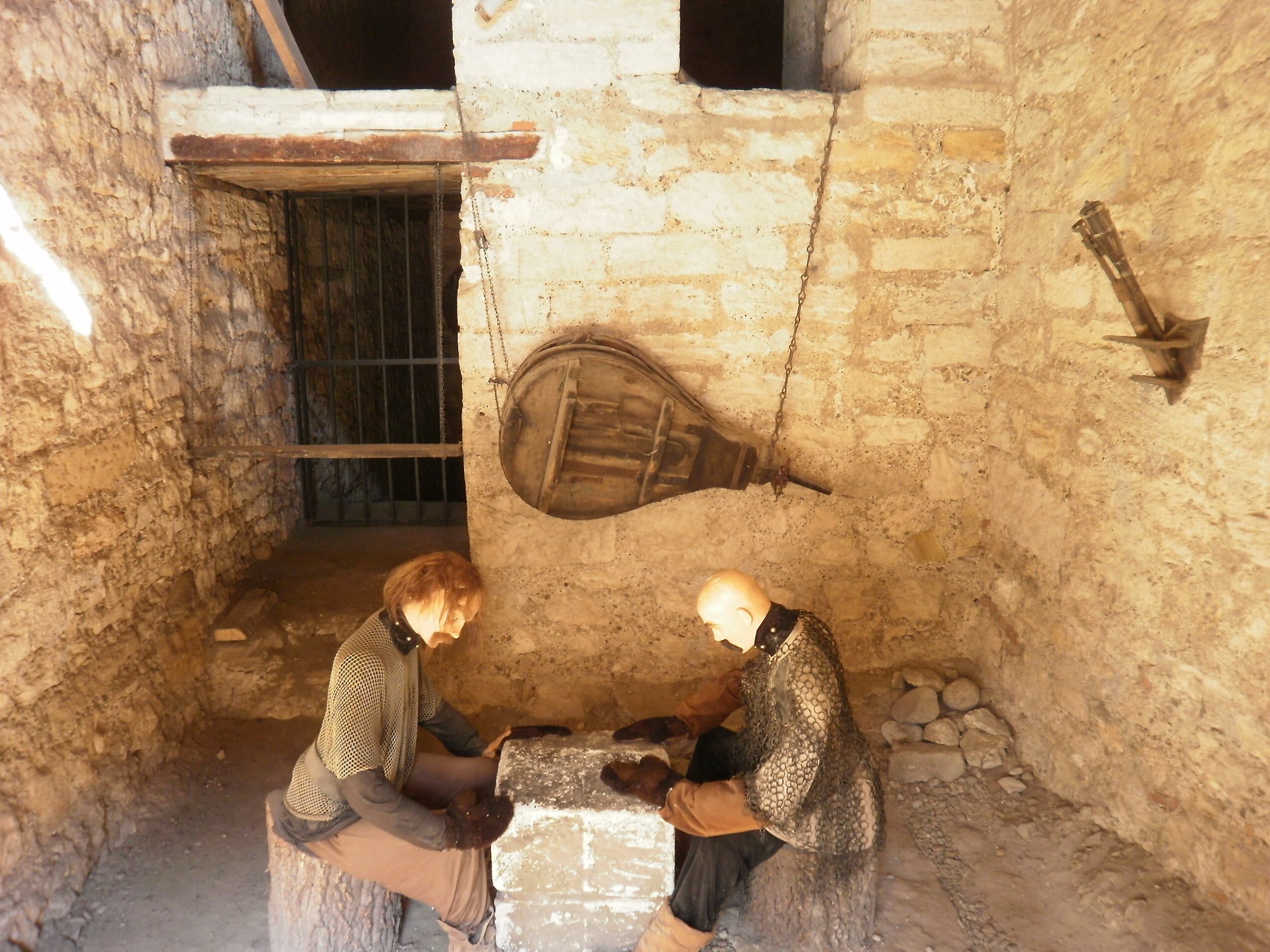